# Borja Galán
Borja Galán González (Madrid, 26 aprile 1993) è un calciatore spagnolo, centrocampista del GKS Katowice.

## Carriera

### Club
Il 1° luglio 2024 viene acquistato a titolo definitivo dalla squadra polacca del GKS Katowice.

## Statistiche

### Presenze e reti nei club
Statistiche aggiornate al 18 maggio 2025.
| Stagione                   | Squadra                    | Campionato                 | Campionato | Campionato | Coppe nazionali | Coppe nazionali | Coppe nazionali | Coppe continentali | Coppe continentali | Coppe continentali | Altre coppe | Altre coppe | Altre coppe | Totale | Totale |
| Stagione                   | Squadra                    | Comp                       | Pres       | Reti       | Comp            | Pres            | Reti            | Comp               | Pres               | Reti               | Comp        | Pres        | Reti        | Pres   | Reti   |
| -------------------------- | -------------------------- | -------------------------- | ---------- | ---------- | --------------- | --------------- | --------------- | ------------------ | ------------------ | ------------------ | ----------- | ----------- | ----------- | ------ | ------ |
| 2012-2013                  | Atlético Madrid B          | SDB                        | 18         | 1          | -               | -               | -               | -                  | -                  | -                  | -           | -           | -           | 18     | 1      |
| 2013-2014                  | Atlético Madrid B          | SDB                        | 0          | 0          | -               | -               | -               | -                  | -                  | -                  | -           | -           | -           | 0      | 0      |
| 2014-2015                  | Atlético Madrid B          | SDB                        | 29         | 2          | -               | -               | -               | -                  | -                  | -                  | -           | -           | -           | 29     | 2      |
| Totale Atlético Madrid     | Totale Atlético Madrid     | Totale Atlético Madrid     | 47         | 3          |                 | -               | -               |                    | -                  | -                  |             | -           | -           | 47     | 3      |
| 2015-2016                  | Getafe B                   | SDB                        | 36         | 8          | -               | -               | -               | -                  | -                  | -                  | -           | -           | -           | 36     | 8      |
| 2017-2018                  | Deportivo B                | SDB                        | 38         | 3          | -               | -               | -               | -                  | -                  | -                  | -           | -           | -           | 38     | 3      |
| 2018-2019                  | Alcorcón                   | SD                         | 33         | 2          | CR              | 2               | 0               | -                  | -                  | -                  | -           | -           | -           | 35     | 2      |
| 2019-gen. 2020             | Deportivo La Coruña        | SD                         | 13         | 0          | CR              | 1               | 0               | -                  | -                  | -                  | -           | -           | -           | 14     | 0      |
| gen.-giu. 2020             | Racing Santander           | SD                         | 10         | 1          | CR              | 0               | 0               | -                  | -                  | -                  | -           | -           | -           | 10     | 1      |
| 2020-2021                  | Deportivo La Coruña        | SDB                        | 18         | 2          | CR              | 1               | 0               | -                  | -                  | -                  | -           | -           | -           | 19     | 2      |
| Totale Deportivo La Coruña | Totale Deportivo La Coruña | Totale Deportivo La Coruña | 31         | 2          |                 | 2               | 0               |                    | -                  | -                  |             | -           | -           | 33     | 2      |
| 2021-gen. 2022             | UD Logroñés                | PDR                        | 16         | 0          | CR              | 1               | 0               | -                  | -                  | -                  | -           | -           | -           | 17     | 0      |
| gen.-giu. 2022             | Hércules                   | SDR                        | 16         | 1          | CR              | 0               | 0               | -                  | -                  | -                  | -           | -           | -           | 16     | 1      |
| gen.-giu. 2023             | Odra Opole                 | 1L                         | 13         | 4          | CP              | 0               | 0               | -                  | -                  | -                  | -           | -           | -           | 13     | 4      |
| 2023-2024                  | Odra Opole                 | 1L                         | 34         | 8          | CP              | 1               | 1               | -                  | -                  | -                  | -           | -           | -           | 35     | 9      |
| Totale Odra Opole          | Totale Odra Opole          | Totale Odra Opole          | 47         | 12         |                 | 1               | 1               |                    | -                  | -                  |             | -           | -           | 48     | 13     |
| 2024-2025                  | GKS Katowice               | EK                         | 33         | 2          | CP              | 2               | 1               | -                  | -                  | -                  | -           | -           | -           | 35     | 3      |
| Totale carriera            | Totale carriera            | Totale carriera            | 307        | 34         |                 | 8               | 2               |                    | -                  | -                  |             | -           | -           | 315    | 36     |